# San Giovanni Lupatoto
San Giovanni Lupatoto est une commune de la province de Vérone dans la région Vénétie en Italie.

## Administration
| Période                                  | Période | Identité | Étiquette | Qualité |
| ---------------------------------------- | ------- | -------- | --------- | ------- |
|                                          |         |          |           |         |
| Les données manquantes sont à compléter. |         |          |           |         |

### Hameaux
Raldon, Pozzo, Camacici

### Communes limitrophes
Buttapietra, Oppeano, San Martino Buon Albergo, Vérone, Zevio

### Jumelages
- Seyssinet-Pariset (France)

1. ↑  (it) Popolazione residente e bilancio demografico sur le site de l'ISTAT.